# Lietzenburger Straße
Die Lietzenburger Straße ist eine rund 2,7 Kilometer lange Hauptverkehrsstraße in den Berliner Ortsteilen Charlottenburg, Wilmersdorf und Schöneberg, die das westliche Berliner Stadtzentrum im Süden begrenzt. Ihren Namen hat die Straße von der ursprünglichen Bezeichnung des Schlosses Charlottenburg, der damaligen „Lietzenburg“.

## Verlauf
Die Lietzenburger Straße verläuft in Ost-West-Richtung von der Kreuzung Martin-Luther-Straße Ecke Kleiststraße bis zum Olivaer Platz in der Nähe des Kurfürstendamms. In ihrem Verlauf kreuzt sie westwärts unter anderem die Passauer Straße, wo sie von Schöneberg in den Ortsteil Wilmersdorf wechselt. Von hier bis zu ihrem Ende bildet sie die Ortsteilgrenze zwischen Wilmersdorf und Charlottenburg, wobei sie an der Nürnberger Straße in den Ortsteil Charlottenburg wechselt. Weiter in Richtung Westen kreuzt die Lietzenburger Straße unter anderem die Joachimsthaler Straße, die Fasanen- und die Uhlandstraße sowie einige kleinere Straßen.

## Geschichte

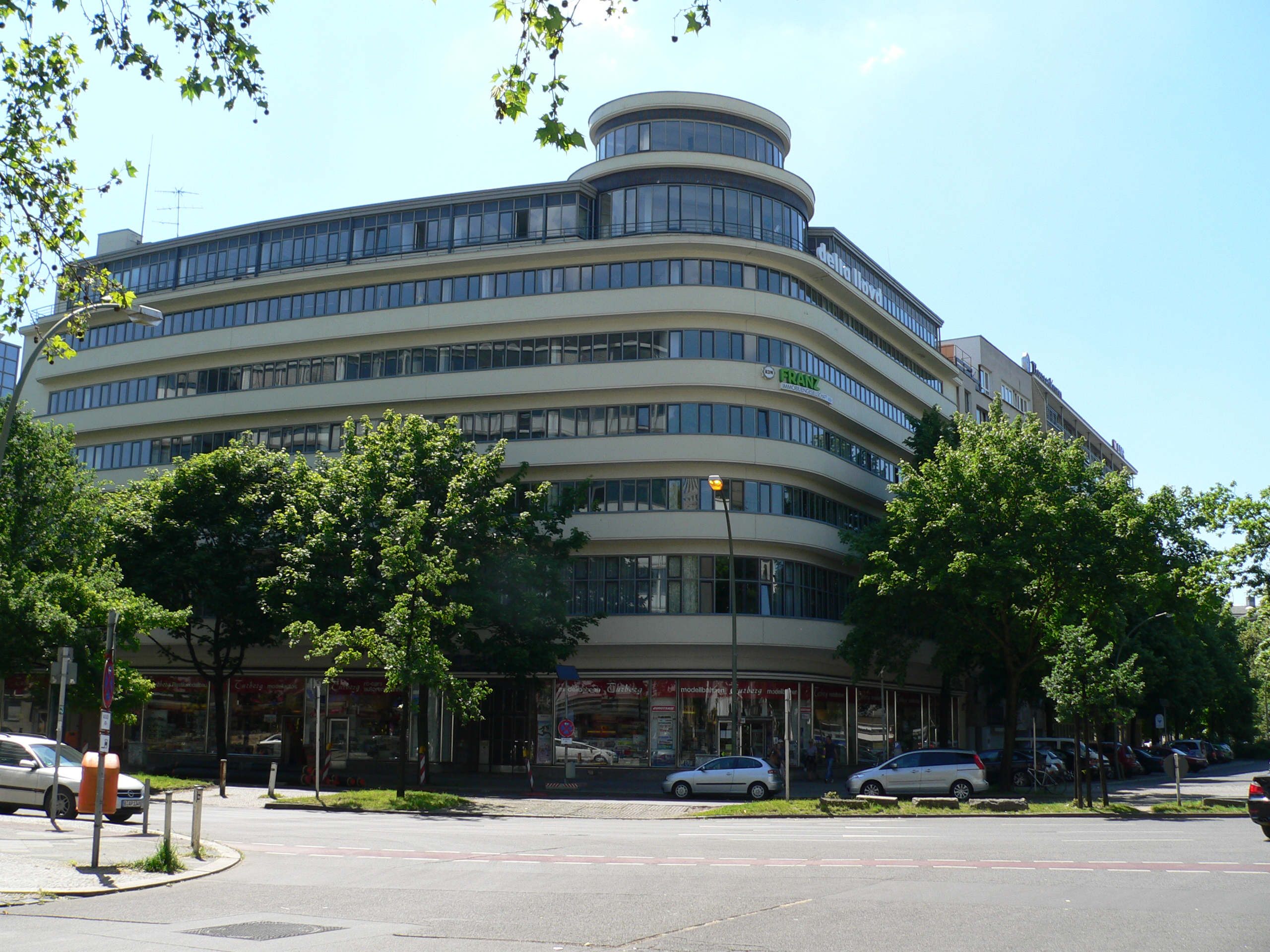
Gebäude in der Lietzenburger Straße

Bei ihrer Anlage Ende des 19. Jahrhunderts begann sie am damaligen Rankeplatz, dem heutigen Friedrich-Hollaender-Platz, im Kreuzungsbereich der Joachimsthaler Straße, und endete an der Kostnitzer Straße (heute: Konstanzer Straße am Olivaer Platz). Als Ergebnis der starken Zerstörungen im Zweiten Weltkrieg wurde sie zwecks Entlastung des Straßenzuges Kurfürstendamm – Tauentzienstraße unter Einbeziehung der aufgehobenen Achenbachstraße nach Osten schräg durch die bislang rechteckige Straßenstruktur verlängert. Die geräumten Trümmergrundstücke ermöglichten eine große Straßenbreite. Zusammen mit der sich anschließenden Straße An der Urania wurde die autogerechte Schneise von den Verkehrsplanern der Nachkriegszeit auch als „Südtangente“ bezeichnet.
Von ihrem östlichen Beginn bis zur Uhlandstraße ist die durchweg sechsspurige Lietzenburger Straße mit einem begrünten Mittelstreifen ausgestattet. Die Bebauung besteht aus Gebäuden aller Bauepochen seit Anlage der Straße, von der Gründerzeit bis hin zu Anfang des 21. Jahrhunderts errichteten Bauwerken, darunter einem zwischen den Einmündungen der Schlüterstraße und der Bleibtreustraße gelegenen rückwärtigen Gebäudetrakt des Hauses Cumberland.

## Sonstiges
- In der Lietzenburger Straße 16 eröffnete im Februar 1933 „Hitlers Hellseher“ Hermann Steinschneider alias Erik Jan Hanussen nur wenige Wochen vor seiner Ermordung seinen „Palast des Okkultismus“.[1]
- In der Lietzenburger Straße 46 befand sich die CDU-Parteizentrale West-Berlins. Im Zusammenhang mit der Affäre um den Baustadtrat Wolfgang Antes bildete die Kriminalpolizei die „Soko Lietze“.[2]
- In den 1920er und 1930er Jahren befand sich in der Lietzenburger Straße 11 (später Nr. 86) die Sowjetische Handelsvertretung.
- Der Maler Oskar Kruse (1847–1919), der seit 1890 ein Haus in der Lietzenburger Straße besaß, ließ 1904 eine Jugendstilvilla auf der Insel Hiddensee erbauen, die er Lietzenburg nannte.